# Contre-la-montre masculin aux championnats du monde de cyclisme sur route 2022
Le contre-la-montre masculin aux championnats du monde de cyclisme sur route 2022 a lieu le dimanche 18 septembre 2022 sur 34,2 kilomètres  à Wollongong, en Australie dans l'état de Nouvelle-Galles du Sud. C’est la seconde fois que l’Australie accueille les Mondiaux sur route, après 2010, année où la compétition s’était déroulée à Melbourne et Geelong.

## Parcours
Les élites hommes parcourent 34,2 kilomètres en accomplissant deux fois un circuit de 17,1 kilomètres tracé dans les rues de Wollongong pour un dénivelé total de 312 mètres. Le départ est donné sur Market Street et l'arrivée est jugée sur Marine Drive. Il est similaire à celui de la course en ligne, mais le Mount Pleasant n'est pas emprunté. Pour la première fois, les épreuves contre-la-montre Femmes et Hommes « élites » se déroulent sur la même distance,

## Système de qualification
| Équipes nationales (31)- Italie - Belgique - Slovénie - Suisse - Pays-Bas - Grande-Bretagne - France - Pologne - Danemark - Portugal - Kazakhstan - Norvège - Colombie - États-Unis - Afrique du Sud - Panama - Indonésie - Serbie - Australie - Espagne - Allemagne - Lituanie - Canada - Hong Kong - Ukraine - îles Vierges britanniques - Mongolie - Bangladesh - Guam - Chine - Malte |
| |

## Favoris
L'Italien Filippo Ganna, double tenant du titre, est l'un des principaux favoris comme le Belge Remco Evenepoel, troisième il y a un an lors de ces championnats et récent vainqueur du Tour d'Espagne, ainsi que le Slovène Tadej Pogačar, double vainqueur de la Grande Boucle. Les autres favoris sont les Suisses Stefan Küng et Stefan Bissegger, le Belge Yves Lampaert et le Français Rémi Cavagna.

## Récit de la course
Le Norvégien Tobias Foss crée la surprise en remportant le contre-la-montre en devançant de trois secondes Stefan Küng et de neuf secondes Remco Evenepoel.

## Classement
| \| Classement général \| Classement général \| Classement général \| Classement général \| Classement général \| \| Coureur \| Coureur \| Pays \| Équipe \| Temps \| \| ------------------ \| ------------------ \| ------------------ \| ------------------ \| ------------------ \| \| 1er \| Tobias Foss \| Norvège \| Norvège \| 40 min 02 s \| \| 2e \| Stefan Küng \| Suisse \| Suisse \| + 3 s \| \| 3e \| Remco Evenepoel \| Belgique \| Belgique \| + 9 s \| \| 4e \| Ethan Hayter \| Royaume-Uni \| Grande-Bretagne \| + 40 s \| \| 5e \| Stefan Bissegger \| Suisse \| Suisse \| + 47 s \| \| 6e \| Tadej Pogačar \| Slovénie \| Slovénie \| + 48 s \| \| 7e \| Filippo Ganna \| Italie \| Italie \| + 56 s \| \| 8e \| Nélson Oliveira \| Portugal \| Portugal \| + 59 s \| \| 9e \| Yves Lampaert \| Belgique \| Belgique \| + 1 min 09 s \| \| 10e \| Bruno Armirail \| France \| France \| + 1 min 10 s \| \| 11e \| Rémi Cavagna \| France \| France \| + 1 min 15 s \| \| 12e \| Luke Plapp \| Australie \| Australie \| + 1 min 24 s \| \| 13e \| Edoardo Affini \| Italie \| Italie \| + 1 min 08 s \| \| 14e \| Mikkel Bjerg \| Danemark \| Danemark \| + 1 min 30 s \| \| 15e \| Matteo Sobrero \| Italie \| Italie \| + 1 min 34 s \| \| 16e \| Nikias Arndt \| Allemagne \| Allemagne \| + 1 min 43 s \| \| 17e \| Magnus Sheffield \| États-Unis \| États-Unis \| + 1 min 44 s \| \| 18e \| Maciej Bodnar \| Pologne \| Pologne \| + 1 min 49 s \| \| 19e \| Derek Gee \| Canada \| Canada \| + 1 min 59 s \| \| 20e \| Miguel Heidemann \| Allemagne \| Allemagne \| + 2 min 01 s \| |                  |             |                 |              |
| |                  |             |                 |              |
| Source : ProCyclingStats |                  |             |                 |              |
| Classement général |                  |             |                 |              |
| Coureur | Coureur          | Pays        | Équipe          | Temps        |
| 1er | Tobias Foss      | Norvège     | Norvège         | 40 min 02 s  |
| 2e | Stefan Küng      | Suisse      | Suisse          | + 3 s        |
| 3e | Remco Evenepoel  | Belgique    | Belgique        | + 9 s        |
| 4e | Ethan Hayter     | Royaume-Uni | Grande-Bretagne | + 40 s       |
| 5e | Stefan Bissegger | Suisse      | Suisse          | + 47 s       |
| 6e | Tadej Pogačar    | Slovénie    | Slovénie        | + 48 s       |
| 7e | Filippo Ganna    | Italie      | Italie          | + 56 s       |
| 8e | Nélson Oliveira  | Portugal    | Portugal        | + 59 s       |
| 9e | Yves Lampaert    | Belgique    | Belgique        | + 1 min 09 s |
| 10e | Bruno Armirail   | France      | France          | + 1 min 10 s |
| 11e | Rémi Cavagna     | France      | France          | + 1 min 15 s |
| 12e | Luke Plapp       | Australie   | Australie       | + 1 min 24 s |
| 13e | Edoardo Affini   | Italie      | Italie          | + 1 min 08 s |
| 14e | Mikkel Bjerg     | Danemark    | Danemark        | + 1 min 30 s |
| 15e | Matteo Sobrero   | Italie      | Italie          | + 1 min 34 s |
| 16e | Nikias Arndt     | Allemagne   | Allemagne       | + 1 min 43 s |
| 17e | Magnus Sheffield | États-Unis  | États-Unis      | + 1 min 44 s |
| 18e | Maciej Bodnar    | Pologne     | Pologne         | + 1 min 49 s |
| 19e | Derek Gee        | Canada      | Canada          | + 1 min 59 s |
| 20e | Miguel Heidemann | Allemagne   | Allemagne       | + 2 min 01 s |

## Liste des participants
| Liste des participants | Liste des participants  | Liste des participants    | Liste des participants | Liste des participants |
| Num                    | Coureur                 | Équipe                    | Pos                    |                        |
| ---------------------- | ----------------------- | ------------------------- | ---------------------- | ---------------------- |
| 1                      | Filippo Ganna           | Italie                    | 7e                     |                        |
| 2                      | Remco Evenepoel         | Belgique                  | 3e                     |                        |
| 3                      | Tadej Pogačar           | Slovénie                  | 6e                     |                        |
| 4                      | Stefan Küng             | Suisse                    | 2e                     |                        |
| 5                      | Bauke Mollema           | Pays-Bas                  | 25e                    |                        |
| 6                      | Ethan Hayter            | Grande-Bretagne           | 4e                     |                        |
| 7                      | Rémi Cavagna            | France                    | 11e                    |                        |
| 8                      | Maciej Bodnar           | Pologne                   | 18e                    |                        |
| 9                      | Mikkel Bjerg            | Danemark                  | 14e                    |                        |
| 10                     | Nélson Oliveira         | Portugal                  | 8e                     |                        |
| 11                     | Yevgeniy Fedorov        | Kazakhstan                | 28e                    |                        |
| 12                     | Tobias Foss             | Norvège                   | 1er                    |                        |
| 13                     | Rodrigo Contreras       | Colombie                  | 31e                    |                        |
| 14                     | Magnus Sheffield        | États-Unis                | 17e                    |                        |
| 15                     | Gustav Basson           | Afrique du Sud            | NP                     |                        |
| 16                     | Christofer Jurado       | Panama                    | 35e                    |                        |
| 17                     | Aiman Cahyadi           | Indonésie                 | 40e                    |                        |
| 18                     | Ognjen Ilić             | Serbie                    | 30e                    |                        |
| 19                     | Luke Durbridge          | Australie                 | NP                     |                        |
| 20                     | Oier Lazkano            | Espagne                   | 29e                    |                        |
| 21                     | Miguel Heidemann        | Allemagne                 | 20e                    |                        |
| 22                     | Venantas Lašinis        | Lituanie                  | 33e                    |                        |
| 23                     | Derek Gee               | Canada                    | 19e                    |                        |
| 24                     | Vincent Lau Wan-yau     | Hong Kong                 | 38e                    |                        |
| 25                     | Mykhailo Kononenko      | Ukraine                   | 43e                    |                        |
| 26                     | Darel Christopher Jr.   | îles Vierges britanniques | 45e                    |                        |
| 27                     | Bilguunjargal Erdenebat | Mongolie                  | 39e                    |                        |
| 28                     | Drabir Alam             | Bangladesh                | 48e                    |                        |
| 29                     | Matteo Sobrero          | Italie                    | 15e                    |                        |
| 30                     | Magnus Cort Nielsen     | Danemark                  | 21e                    |                        |
| 31                     | Stefan Bissegger        | Suisse                    | 5e                     |                        |
| 32                     | Yves Lampaert           | Belgique                  | 9e                     |                        |
| 33                     | Bruno Armirail          | France                    | 10e                    |                        |
| 34                     | João Almeida            | Portugal                  | NP                     |                        |
| 35                     | Andreas Leknessund      | Norvège                   | 24e                    |                        |
| 36                     | Alexey Lutsenko         | Kazakhstan                | 27e                    |                        |
| 37                     | Neilson Powless         | États-Unis                | 22e                    |                        |
| 38                     | Nikias Arndt            | Allemagne                 | 16e                    |                        |
| 39                     | Daan Hoole              | Pays-Bas                  | 23e                    |                        |
| 40                     | Edward Oingerang        | Guam                      | 47e                    |                        |
| 41                     | Changquan Xu            | Chine                     | 46e                    |                        |
| 42                     | Alex Smyth              | Malte                     | 42e                    |                        |
| 43                     | Edoardo Affini          | Italie                    | 13e                    |                        |
| 44                     | Muhammad Abdurrahman    | Indonésie                 | 41e                    |                        |
| 45                     | Bolívar Espinosa        | Panama                    | 36e                    |                        |
| 46                     | Yuriy Natarov           | Kazakhstan                | 32e                    |                        |
| 47                     | Matteo Dal-Cin          | Canada                    | 26e                    |                        |
| 48                     | Luke Plapp              | Australie                 | 12e                    |                        |
| 50                     | Ng Sum Lui              | Hong Kong                 | 44e                    |                        |
| 51                     | Vitaliy Novakovskyi     | Ukraine                   | 37e                    |                        |
| 52                     | Daniel Bonello          | Malte                     | 34e                    |                        |

Liste des participants